# (34909) 3534 P-L
3534 P-L (asteroide 34909) é um asteroide da cintura principal. Possui uma excentricidade de 0.11124930 e uma inclinação de 25.28856º.
Este asteroide foi descoberto no dia 17 de outubro de 1960 por Cornelis Johannes van Houten e Ingrid van Houten-Groeneveld e Tom Gehrels em Palomar.